# Gangwon Football Club
El Gangwon Football Club es un club de fútbol surcoreano representativo de la provincia de Gangwon, jugando en las ciudades de Gangneung y Chuncheon.

## Historia
El Gangwon FC fue fundado el 18 de diciembre de 2008 e ingresó en la K-League en 2009.

## Futbolistas destacados
- Lee Eul-Yong 2009-
- Chung Kyung-Ho 2009-
- Kang Yong 2009-
- Yang Min-hyuk 2024